# 瓦斯卡科查湖 (聖佩德羅德卡哈斯區)
11°08′33″S 75°49′18″W / 11.14250°S 75.82167°W
瓦斯卡科查湖（Waskhaqucha），是秘魯的湖泊，位於該國中部胡寧大區，由塔爾馬省的聖佩德羅德卡哈斯區負責管轄，處於胡寧湖東南面，長1.87公里、寬0.43公里，海拔高度4,312米。